# Ghiacciaio Gilbert
Il ghiacciaio Gilbert è un ghiacciaio lungo circa 38 km, situato nell'entroterra della costa nord-occidentale dell'isola Alessandro I, al largo della costa della Terra di Palmer, in Antartide. Il ghiacciaio, il cui punto più alto si trova a oltre 1000 m s.l.m., fluisce verso sud a partire dal nevaio Nichols e scorrendo tra le cime Debussy, a ovest, e i nunatak Appalachia, a est, fino a entrare nel ghiaccio pedemontano Mozart.

Lungo il suo percorso, il flusso del ghiacciaio Gilbert è arricchito da quello di diversi altri ghiacciai suoi tributari, come il Bartók e il Sullivan, che gli si uniscono da est.

## Storia
Il ghiacciaio Gilbert è stato fotografato dal cielo già durante la spedizione antartica di ricerca svolta nel 1947-48 e comandata da Finn Rønne, ed è stato delineato più dettagliatamente nel 1960 da D. Searle, cartografo del British Antarctic Survey (al tempo ancora chiamato "Falkland Islands Dependencies Survey", FIDS), sulla base di fotografie aeree scattate tale spedizione; infine è stato così battezzato dal Comitato britannico per i toponimi antartici in onore del librettista britannico William Schwenck Gilbert.